# Penicillium chrysogenum
Penicillium chrysogenum (synonym Penicillium notatum) ist eine Art der Schimmelpilze aus der Gattung der Pinselschimmel (Penicillium). Sie ist ein weltweit verbreiteter Saprobiont, der überwiegend in toter, sich zersetzender, organischer Substanz lebt und einen erheblichen Anteil am Stoffkreislauf in Ökosystemen der Erde hat. Bekannt geworden ist die Art vor allem durch die Entdeckung des Penicillins aus Penicillium chrysogenum durch Alexander Fleming im Jahr 1928. Heute wird die Art zur industriellen Penicillin-Herstellung genutzt. Penicillium chrysogenum wächst verbreitet auf verdorbenen Nahrungsmitteln und kann Allergien beim Menschen auslösen.

## Sexualität
Pinselschimmel (Penicillium) haben einen pleomorphen Entwicklungszyklus; sie verfügen über eine sexuelle Form (Teleomorphe) und eine asexuelle Form (Anamorphe). Viele Arten, wie auch Penicillium chrysogenum, gehören aber zu den sogenannten Fungi imperfecti, das heißt, dass unbekannt ist, ob sie sich ausschließlich asexuell vermehren oder die Phase der sexuellen Vermehrung noch unentdeckt ist. Nur die asexuellen Formen werden als Penicillium bezeichnet, allenfalls bekannte sexuelle Formen erhalten einen anderen Gattungsnamen, der dann in die übliche Systematik der Schlauchpilze (Ascomycota) in die Familie der Trichocomaceae eingeordnet wird.
Von Penicillium chrysogenum ist keine sexuelle Form bekannt. Die folgende Beschreibung bezieht sich somit ausschließlich auf die Anamorphe.

## Beschreibung
Penicillium chrysogenum bilden zunächst gelb-grüne, sich mit dem Alter aber über Grüntöne verdunkelnde, sich dann nach dunkelgrün, dunkel-blaugrün oder dunkel-grünviolett verfärbende Pilzrasen, die in sogenannten Kolonien wachsen. Die Kolonien einiger Stämme sind jedoch auch mineralisch grau. Die Oberfläche dieser Kolonien ist in der Regel samtartig, manchmal aber auch fellartig mit ringförmigen Verwerfungen. Der Rand ist häufig gelappt, die Oberfläche bei einigen Stämmen dünn hyalin überwachsen. Die Kolonien bestehen zunächst aus einem dichten Hyphengeflecht, das Myzel genannt wird. Bei einigen Stämmen wird ein gelbliches, purpurnes oder farbloses Exsudat abgesondert. Der Pilzrasen riecht aromatisch, fruchtig oder scharf, einige Stämme werden aber auch als geruchlos beschrieben.
Bei der Fruktifikation bilden sich pinselartige Konidienträger, die der Vermehrung dienen und an denen Konidiosporen (Konidien) reifen. Die Konidienträger bestehen aus einem verzweigten Konidiophor und Phialiden. Der Begriff Konidiophor wird allerdings uneinheitlich verwendet und gelegentlich synonym zum gesamten Konidienträger verwendet.
Der Konidiophor ist nahezu zylindrisch, wächst senkrecht zum Mycel und verzweigt sich in drei, bei einigen Stämmen in vier Etappen. Er ist mononemat, das heißt von den Hyphenzellen abgetrennt. Er wird zwischen 400 und 1.000 Mikrometer hoch und durchmisst zwischen 2,0 und 2,3 Mikrometer. Die Wand ist glatt und hyalin. An der Spitze entwickelt sich eine unauffällige, zylindrische Metula, die zwischen 8 und 15 Mikrometer hoch und nicht breiter als der Konidiophor ist. Aus ihr entspringen 3 bis 6 Phialiden.
Die Phialiden sind flaschenartig mit einem kurzen zylindrischen Hals, der sich nach oben verdickt. Sie messen 7 bis 10 Mikrometer in der Länge und 2,0 bis 2,5 Mikrometer im Durchmesser. Die Konidien sind zunächst fast kugelförmig bis ellipsoid, entwickeln sich dann aber zur perfekten Kugelform. Sie sind glattwandig und hyalin oder leicht grünlich. Sie messen 3,0–4,0 × 2,8–3,8 Mikrometer und stehen in  Ketten.

## Verbreitung
Um zu wachsen, braucht Penicillium chrysogenum eine minimale Temperatur von 4 °C, optimal ist eine Umgebungstemperatur von 23 °C. Die maximale Temperatur, bei der noch Wachstum beobachtet wurde, liegt bei 37 °C. Penicillium chrysogenum ist somit psychrotolerant.
Die Art ist allgegenwärtig. Sie findet sich im Boden, auf Früchten in der Nahrung und als Sporen in der Luft. Bevorzugt gedeiht sie aber in feuchter Erde, wo sie als Saprobiont abgestorbene Pflanzenteile zersetzt.
Penicillium chrysogenum ist kosmopolitisch verbreitet, das heißt die Art findet sich quasi überall auf der Erde. Sie wurde sogar im subglazialen Eis unterhalb von arktischen Gletschern gefunden.

## Genetik
Das Genom von Penicillium chrysogenum ist in einem Wildtyp etwa 34,1 Megabasenpaare groß. Die DNA im Zellkern verteilt sich auf vier Chromosomen: 1, 2, 3 und 4 mit 10,4, 9,6, 7,6 bzw. 6,3 Mbp. Der wirtschaftlich bedeutende Penicillin-Gen-Cluster befindet sich hier auf Chromosom 1; in Penicillium notatum (32,1 Mbp) liegt er auf dem zweiten Chromosom. Die Genomgrößen industriell eingesetzter Stammlinien von P. chrysogenum unterscheiden sich geringfügig.
Die Art wurde im Jahr 2008 vollständig sequenziert. Etwa 57 % der DNA des Kerns codieren mit rund 13.000 Genen für Proteine. Unter den Bedingungen für die Produktion hoher Mengen an Penicillin G ist bei etwa 300 dieser Gene die Expression erhöht, und bei fast so vielen erniedrigt. Die nukleäre DNA des Genoms ist rund tausendmal größer als die mitochondriale DNA mit 31.790 Basenpaaren.

## Nutzung
Penicillium chrysogenum ist ein wichtiger Produzent von β-Lactam-Antibiotika, vor allem von Penicillin. Dieses wird heute industriell in Bioreaktoren gewonnen.

### Entdeckung des Penicillins
Im Jahr 1928 hatte Alexander Fleming, der sich mit Staphylokokken beschäftigte, vor seinem Urlaub eine Agarplatte mit Staphylokokken beimpft und dann beiseite gestellt. Bei seiner Rückkehr entdeckte er am 28. September 1928, dass auf dem Nährboden ein Schimmelpilz (Penicillium notatum) gewachsen war und dass sich in der Nachbarschaft des Pilzes die Bakterien nicht vermehrt hatten.
Aus dem Nährboden konnte Fleming den bakterientötenden Stoff isolieren und nannte ihn Penicillin.
Fleming verwendete das neu entdeckte Penicillin allerdings noch nicht als Medikament. Dies gelang im Jahr 1938  Howard Walter Florey, Ernst Boris Chain und Norman Heatley. Im Jahr 1942 realisierte Hans Knöll in Jena die erste großtechnische Penicillin-Produktion auf dem europäischen Festland.

## Pathogenität
Die Fähigkeit von Penicillium chrysogenum auf vielen verschiedenen Substraten unter einem breiten Spektrum von Umweltbedingungen zu leben, führt dazu, dass einige Arten auch lebende oder tote Gewebe von Menschen oder Tieren bewachsen können. Der Befall von lebendem Gewebe ist der Auslöser verschiedener Krankheiten. Ein solcher Befall ist aber immer zufällig, da alle Penicillium-Spezies eigentlich Saprobionten sind. Neben dem direkten Befall von Gewebe produziert Penicillium chrysogenum einige giftige oder allergene Sekundärmetabolite.

### Infektionen

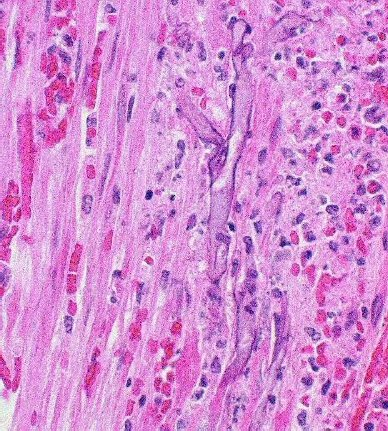
Mikroskopaufnahme eines histologischen Schnittes, der eine P. Chrysogenum Infektion mit beginnender Angioinvasion zeigt

Infektionen durch Penicillium chrysogenum sind sehr selten. Wenn sie auftreten, werden nur immunsupprimierte Patienten, zum Beispiel nach einer Knochenmark- oder Stammzelltransplantation oder AIDS-Patienten befallen. Bei solchen Patienten kann es vor allem zu Infektionen der Lunge, ähnlich einer Aspergillose, kommen. Da Penicillium-chrysogenum-Infektionen aber sehr selten sind, werden sie zumeist zunächst mit Aspergillus-Infektionen verwechselt.
Noch seltener kann es zu Infektionen des Auges kommen.

### Allergien
Darüber hinaus kann Penicillium chrysogenum Allergien auslösen oder Asthma befördern. Das Protein Pen ch 13 (Oryzin, eine Serinprotease) ist ein aktives Allergen, das eine Histamin-Antwort auslösen kann; Oryzin ist kreuzallergen in mehreren Schimmelpilzarten. Ein weiteres verbreitetes Allergen ist Pen Ch 35, die Transaldolase des Pilzes, mit Kreuzallergenität in Cladosporium-Arten.

### Mykotoxine

Strukturformel von Secalonsäure D

Penicillium chrysogenum wächst sehr häufig auf Lebensmitteln und gibt Sekundärmetabolite an diese ab, dazu gehören auch giftige Mykotoxine. Zu den am häufigsten befallenen Lebensmitteln gehören Getreideprodukte, aber auch Obst, vor allem Trauben sind regelmäßig befallen. Praktisch werden fast alle Lebensmittel regelmäßig mit Penicillium chrysogenum bewachsen.
Zu den abgegebenen Sekundärmetaboliten gehören:
- Roquefortin C (entspricht Isofumigaclavin C)
- PR Toxin (ein Sesquiterpenoid)
- Secalonsäure
- und Penicillin

Auch wenn zum Beispiel Roquefortin C neurotoxisch wirken kann, stellt Penicillium chrysogenum doch keine ernsthafte Quelle für Mykotoxine in Nahrungsmitteln dar.

## Systematik
Die Art Penicillium chrysogenum ist sehr variabel, verschiedene Stämme können erhebliche morphologische Variationen aufweisen. Aus diesem Grund wurde die Art früher in verschiedene Arten aufgeteilt, die eine Serie bildeten. Im Jahr 1977 vereinigten Samson et al. diese Arten aber zu einer einzigen Art. Aus diesem Grund hat Penicillium chrysogenum eine Vielzahl von Synonymen. Die wichtigsten sind Penicillium notatum und Penicillium meleagrinum.
Innerhalb der Gattung wird die Art in die Sektion Asymmetrica Untersektion Velutina eingeordnet. Morphologisch am ähnlichsten sind die Arten um Penicillium oxalicum. Wahrscheinlich stammt Penicillium chrysogenum von Flechten bildenden Pilzen ab, hat diese Fähigkeit aber wieder eingebüßt.

### Webseiten
- V. Robert, G. Stegehuis, J. Stalpers: Penicillium chrysogenum. In: The MycoBank engine and related databases. Abgerufen am 17. August 2011.